# Opel Rekord E
La Opel Rekord E è un'autovettura di fascia alta prodotta dal 1977 al 1986 dalla Casa automobilistica tedesca Opel. Fu l'ultima generazione della Opel Rekord.

## Storia e profilo
La Rekord E cominciò ad essere prodotta nell'agosto del 1977, per essere poi presentata al pubblico al Salone di Francoforte dello stesso anno. La storia di questo modello è generalmente suddivisa nelle due sottoserie siglate rispettivamente E1 (1977–82) ed E2 (1982–86) e per questo motivo la Rekord C (1966–71) viene indicata come la Rekord prodotta nel maggior numero di esemplari (quasi 1,3 milioni in cinque anni). Tuttavia, considerando la serie E nel suo complesso, la sua produzione supera gli 1,4 milioni di esemplari in circa dieci anni.

## La Rekord E1 (1977–82)

### Design interno ed esterno
Disegnata da Herbert Killmer come la precedente Rekord D, la Rekord E risultò più levigata nelle forme e con spigoli meno accentuati rispetto al modello che sostituì, pur conservando un corpo vettura a linee tese, semplici e senza fronzoli. Nel complesso lo stile risultò più moderno, avvicinandosi maggiormente a quelli che sarebbero stati i canoni stilistici del decennio seguente. Il frontale delle prime Rekord E (o Rekord E1, se si vuole) fu caratterizzato da fari quadrangolari uniti da una mascherina formata da sottili listelli in plastica nera. Linee classiche e semplici lungo la vista laterale, con linea di cintura e superfici vetrate assai ampie, mentre la coda, anch'essa con spigoli smussati, sfoggiò nuovi gruppi ottici rettangolari a sviluppo orizzontale di maggiori dimensioni rispetto al modello uscente. L'abitacolo rimase all'incirca dello stesso livello di abitabilità della Rekord D, poiché la base meccanica rimase la stessa e lo stesso pianale mantenne inalterata la misura del passo. Interni completamente nuovi, con plancia più ampia e massiccia, sellerie e pannellature rivestite con tessuti di miglior qualità, fra cui anche il velluto.

### Struttura, meccanica e motori
Come già anticipato, la Rekord E1 nacque su un pianale derivato dalla Rekord D (a sua volta ereditato dalla Rekord C): questo significa che la vettura mantenne invariata gran parte delle soluzioni tecniche già viste nella Rekord D, a partire dalle architettura meccanica a motore anteriore longitudinale e a trazione posteriore. L'unica novità significativa si ebbe nel comparto sospensioni, dove l'avantreno a quadrilateri lasciò il posto ad una soluzione di tipo MacPherson, mentre il retrotreno rimase del tipo ad assale rigido con barra Panhard. Anche l'impianto frenante rimase di tipo misto e lo sterzo sempre a circolazione di sfere.
Al suo debutto, la Rekord E1 fu equipaggiata con una gamma motori in gran parte ereditata dalla precedente Rekord, ma con un paio di significative novità:
- 1.7: motore 17N da 1698 cm³ di cilindrata e con potenza massima di 60 CV;
- 1.9: motore 19N da 1897 cm³ con potenza massima di 75 CV;
- 2.0: è la prima delle due novità previste nella gamma d'esordio della Rekord E1 e si tratta del motore 20N da 1979 cm³, derivato dall'unità 20S da 100 CV già montata sulla Rekord D, in questo caso depotenziato a 90 CV;
- 2.0 S: è lo stesso motore da 1979 cm³ e 100 CV di potenza massima già montato sulla Rekord D, lo stesso a cui si è accennato parlando del motore precedente;
- 2.0 E: altra novità nella gamma motori d'esordio, un'unità basata sul blocco da 2 litri sulle precedenti due, introducendo per la prima volta in una Rekord a benzina l'alimentazione ad iniezione, in questo caso elettronica e indiretta. La potenza massima erogata da questo propulsore era di 110 CV;
- 2.0 D: riservato solo al mercato italiano, questo motore a gasolio da 1998 cm³ erogava una potenza massima di 57 CV;
- 2.1 D: motore diesel 21D da 2068 cm³ e 60 CV di potenza massima, anche questo direttamente derivato dalla gamma della Rekord D.

Il cambio previsto di serie era di tipo manuale a 4 marce.

### Evoluzione

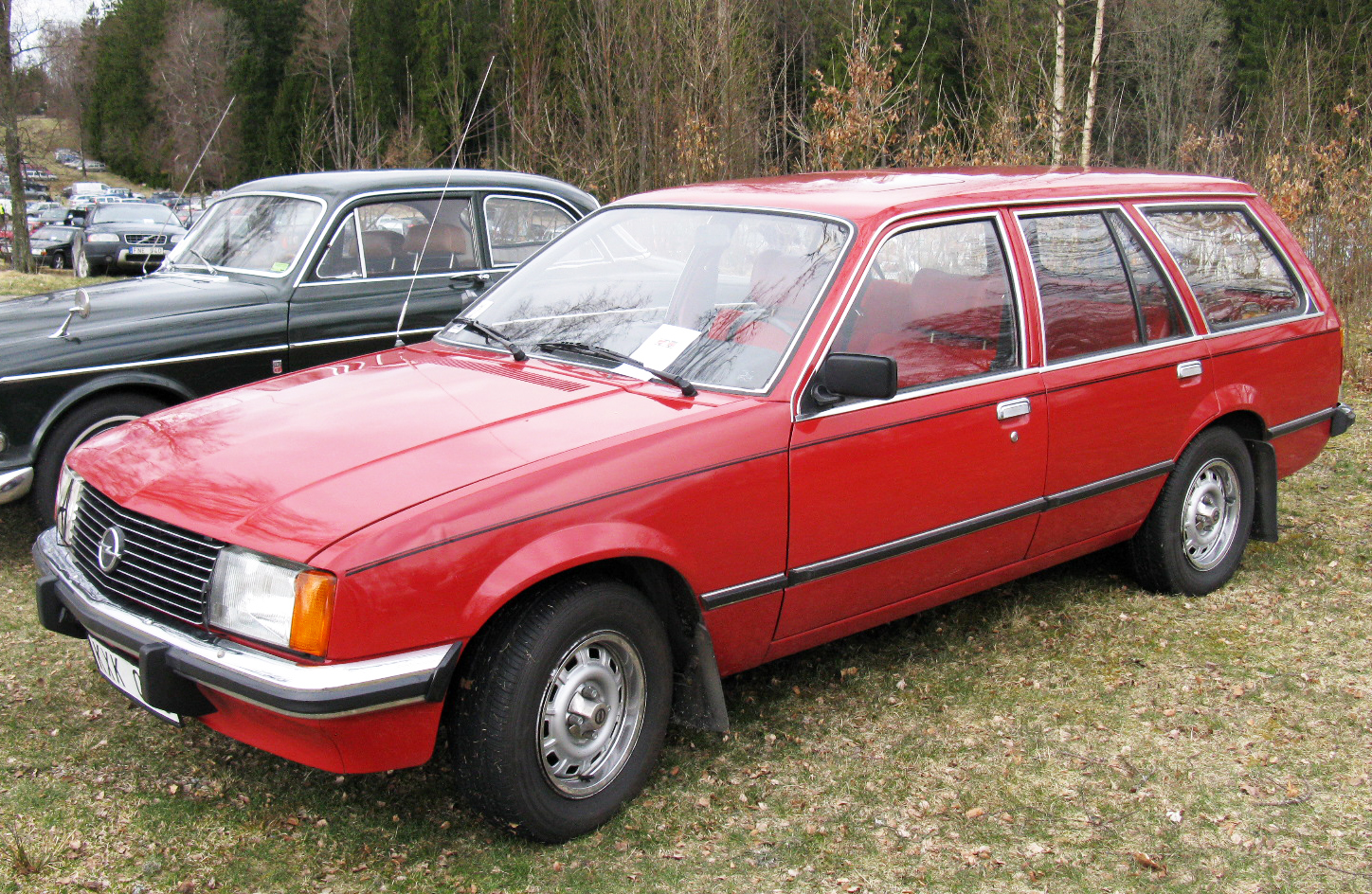
Una Rekord E1 Caravan a 5 porte

La prima serie della Rekord E cominciò la carriera quasi nelle stesse varianti di carrozzeria della serie che andava a sostituire: presenti in gamma le berline a 2 e a 4 porte, le due giardinette a 3 e a 5 porte e la versione van a tre sole porte. Assente invece la versione coupé, il cui ruolo sarebbe stato preso dalla Opel Monza, una nuova coupé in procinto di essere lanciata l'anno seguente, basata su una versione dedicata della medesima piattaforma della Rekord E. Gli allestimenti disponibili furono tre: base, L e il ricco allestimento denominato Berlina. Durante i primi cinque anni, la Rekord E beneficiò di alcuni aggiornamenti; nell'agosto del 1978 il motore diesel passò da 2,1 a 2,3 litri di cubatura e la sua potenza massima da 60 a 65 CV, mentre durante il 1979 vi fu il pensionamento del motore 17N. Nel luglio 1981 vi fu invece un aggiornamento più visibile anche esteriormente, con l'adozione di nuovi specchi retrovisori carenati (ad esclusione del modello base) e di un profilo in plastica nera sul bordo inferiore dello spoiler anteriore, che comportarono un abbassamento del Cx (coefficiente di penetrazione aerodinamica) dell'auto dal precedente 0,447 al valore di 0,414; per gli allestimenti Luxus e Berlina, altri interventi riguardarono le scritte relative all'allestimento riportate sul parafango anteriore, i nuovi cerchi con coprimozzo in plastica, le cornici delle portiere attorno ai finestrini laterali verniciati in nero e, sulle berline tre volumi, il paraurti posteriore allungato fino al passaruota. All'interno le modifiche principali riguardarono le sellerie (sedili, tessuti, pannelli porta) e la dotazione di accessori. A seconda dei mercati vennero poi introdotte versioni speciali o specifiche, tra cui le Royale, Regent, Touring, Classic ed SR/E. Nell'agosto del 1982 venne interrotta la produzione della Rekord E1, arrivata a 967.064 esemplari.

## Rekord E2 (1982–86)
La Rekord E2 venne introdotta nell'ottobre del 1982 come profondo restyling della Rekord E1: pur mantenendo la base meccanica della E1 e gran parte della sua carrozzeria, furono comunque molto numerose le modifiche apportate.

### Caratteristiche e differenze con laE1

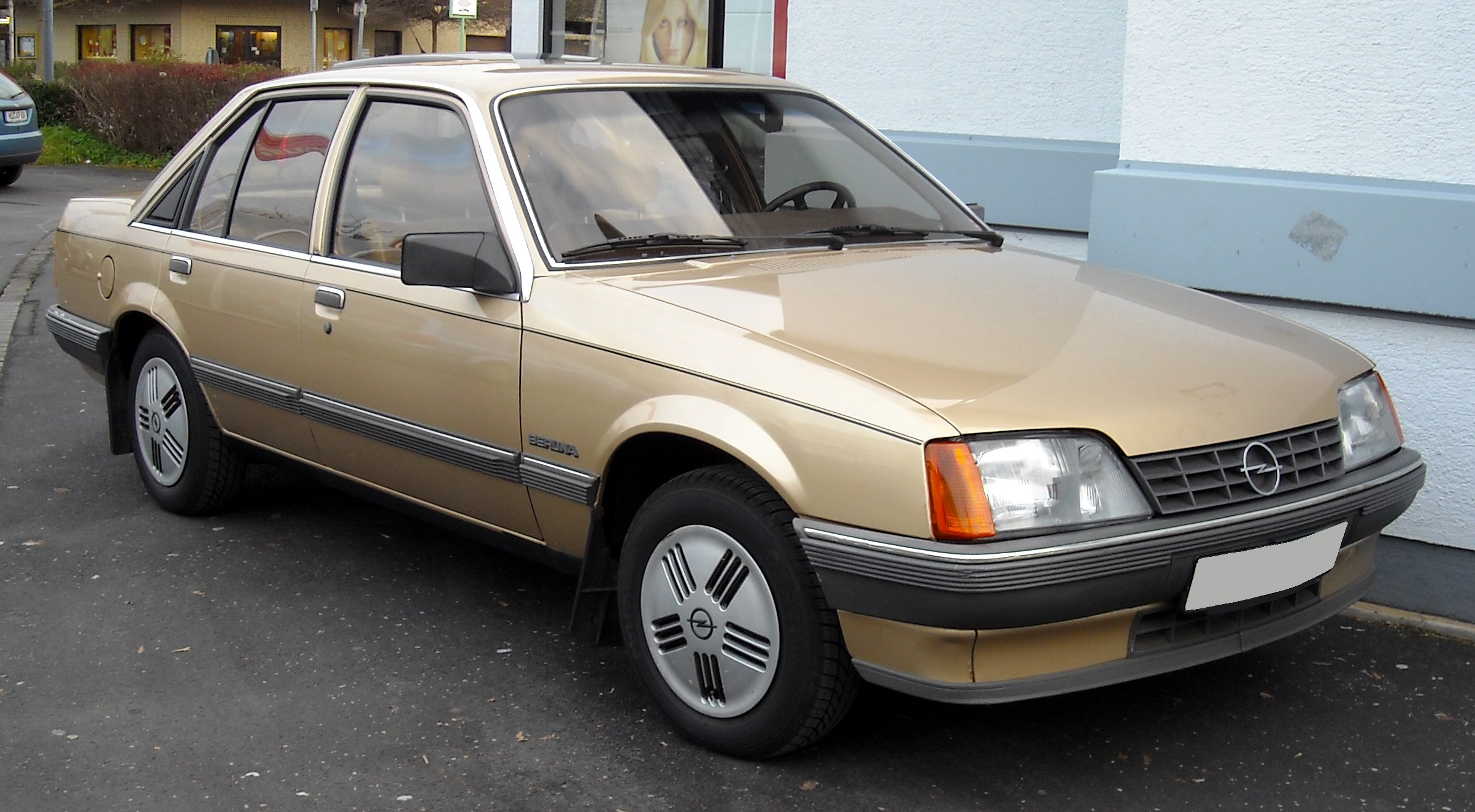
Una Rekord E2 berlina a 4 porte

Il profondo restyling che sancì il passaggio dalla serie E1 alla E2 fu mirato ad un ulteriore e più significativo miglioramento delle prestazioni aerodinamiche del corpo vettura, il cui Cx scese fino a 0,36. Un progresso notevole, che pose la Rekord E2 subito alle spalle della Audi 100 C3 appena presentata e che aveva stabilito un record con il valore di 0,30. Il frontale, più affilato e inclinato, ebbe nuovi gruppi ottici più grandi e di forma trapezoidale, mentre la calandra fu abbassata e divenne così più sottile; anche il cofano motore venne completamente ridisegnato. Il nuovo disegno accentuava il family feeling con la terza generazione dell'Ascona, lanciata l'anno prima, evolvendolo verso forme ancor più filanti. Anche la coda venne modificata, sebbene in maniera meno visibile. In particolare, oltre ai nuovi gruppi ottici posteriori anch'essi più grandi, venne ridisegnato il cofano bagagli, leggermente più alto (di 2 cm) e dalle linee più squadrate, contribuendo a conferire alla linea della vettura una maggior importanza ed efficienza aerodinamica. Anche i paraurti e le modanature di protezione laterali erano nuovi, più ampi e realizzati in plastica, con finitura simile a quella della recente Ascona C. La vista laterale evidenziava anche la nuova forma, non più smussata ma perfettamente triangolare, della finta terza luce sul montante C (in realtà un coperchio di plastica scura liscia, che sostituiva il precedente elemento grigliato). Nuovi infine anche i copricerchi in plastica e i cerchi in lega. Nell'abitacolo venne parzialmente ridisegnata la plancia, nonché la strumentazione, il volante e alcuni comandi secondari. Anche la gamma delle carrozzerie fu aggiornata con l'eliminazione della berlina a 2 porte, mentre la versione furgonetta venne riservata solo ad alcuni mercati.
Le novità meccaniche più significative si ebbero nella gamma motori: il 1.9 scomparve, sostituito da un nuovo 1.8 monoalbero in testa a carburatore, con cilindrata di 1796 cm³ e disponibile nelle potenze di 75 e 90 CV. Più in alto vi era il già collaudato motore da 2 litri, sempre da 100 CV di potenza se a carburatore e 110 CV se ad iniezione. Infine, come variante a gasolio venne riconfermata l'unità da 2,3 litri con potenza massima di 65 CV, mentre il 2 litri a gasolio - previsto solo in Italia - non venne più proposto. Se si eccettua il 1.8 di base, disponibile esclusivamente con cambio manuale a 4 marce, le altre motorizzazioni potevano essere richieste con sovrapprezzo anche con un cambio manuale a 5 marce. Sempre a richiesta fu disponibile un cambio automatico a 3 rapporti con convertitore di coppia. Come optional fu finalmente possibile avere anche il servosterzo.

### Evoluzione

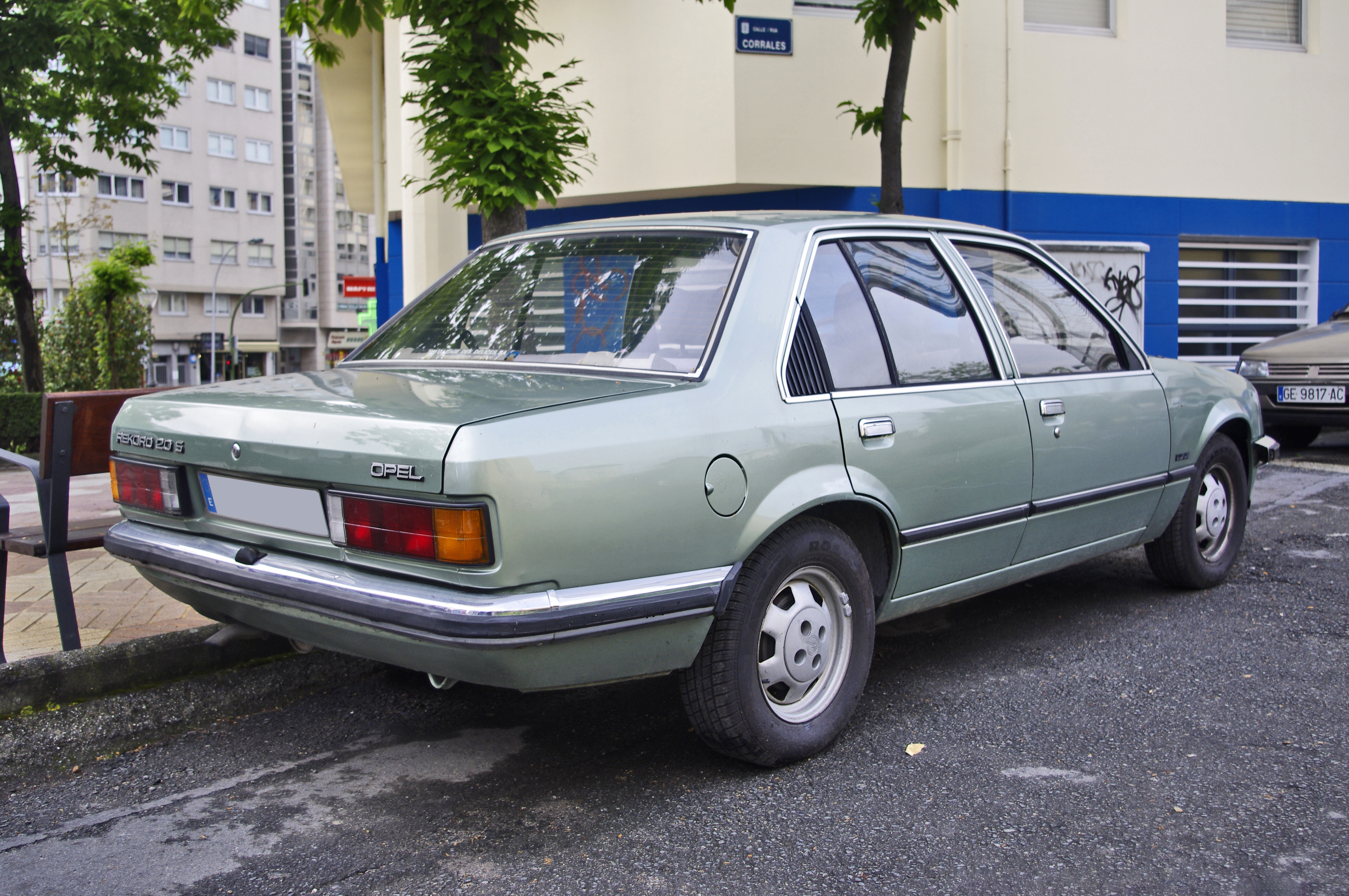
Vista posteriore di una Rekord E1

Il lancio commerciale della E2 avvenne nel novembre del 1982 e gli allestimenti iniziali furono sempre i soliti tre, ossia base, Luxus (non più L ma Luxus per esteso) e Berlina: nel caso della E2 furono più numerosi gli aggiornamenti alla gamma durante la commercializzazione. Nel marzo del 1983 venne introdotto un quarto livello di allestimento, più ricco dell'allestimento Berlina e denominato CD. Cinque mesi dopo, ad agosto, neppure un anno dopo il suo lancio sul mercato, il 2.3 diesel venne rivisitato e la sua potenza massima salì così a 71 CV. Il 1984 vide invece due novità significative: a maggio il 2.3 diesel venne sostituito da un inedito 2.3 turbodiesel in grado di erogare 86 CV di potenza massima, dando quindi luogo alla prima (ed unica) Rekord sovralimentata di serie della storia. Fra l'altro, la Rekord 2.3 turbodiesel fu anche l'unica Rekord equipaggiata di serie con un cambio manuale a 5 marce. Quattro mesi dopo, a settembre, il 2 litri ad iniezione venne sostituito da un 2.2, sempre ad iniezione, ma con potenza salita da 110 a 115 CV. Nel giugno del 1985, vi fu anche l'arrivo di un 1.8 ad iniezione dotato di catalizzatore a 3 vie ed in grado di erogare una potenza massima di 100 CV. Contemporaneamente, gli allestimenti fino a quel momento disponibili furono sostituiti da altri quattro livelli di allestimento: LS, GL, GLS, CD. La produzione della Rekord E2 cessò nell'agosto 1986, sostituita dalla prima generazione della Opel Omega.

## Tabella riepilogativa
Di seguito vengono riepilogate le caratteristiche della Rekord E (sia la E1 che la E2) nell'arco della sua carriera commerciale. I prezzi riportati sono in DM e si riferiscono al livello di allestimento meno costoso e al momento del debutto nel mercato tedesco (tranne nel caso della 2.0 D, non prevista in Germania Occidentale):
| Opel Rekord E (1977–86) |                |        |            |                                                                      |                |                |                 |                    |              |                     |                    |                      |                     |                         |
| Modello | Carrozzeria    | Motore | Cilindrata | Alimentazione                                                        | Potenza CV/rpm | Coppia Nm/rpm  | Cambio N°marce  | Massa a vuoto (kg) | Velocità max | Acceler. 0–100 km/h | Consumo (l/100 km) | Commercializ-zazione | Esemplari prodotti1 | Prezzo all'epoca(in DM) |
| Versioni a benzina |                |        |            |                                                                      |                |                |                 |                    |              |                     |                    |                      |                     |                         |
| Rekord 1.7 | Berlina 2p     | 17N    | 1698       | Carburatore Solex 35PDSI                                             | 60/4800        | 114/2600       | Manuale 4 marce | 1.100              | 146          | 20"5                | 11                 | 08/1977-10/1980      | 2.694               | 13.640                  |
| Rekord 1.7 | Berlina 4p     | 17N    | 1698       | Carburatore Solex 35PDSI                                             | 60/4800        | 114/2600       | Manuale 4 marce | 1.120              | 146          | 20"5                | 11                 | 08/1977-10/1980      | 5.208               | 14.205                  |
| Rekord 1.7 | Giardinetta 3p | 17N    | 1698       | Carburatore Solex 35PDSI                                             | 60/4800        | 114/2600       | Manuale 4 marce | 1.145              | 143          | 21"5                | 12                 | 08/1977-10/1980      | 1.003               | 14.195                  |
| Rekord 1.7 | Giardinetta 5p | 17N    | 1698       | Carburatore Solex 35PDSI                                             | 60/4800        | 114/2600       | Manuale 4 marce | 1.170              | 143          | 21"5                | 12                 | 08/1977-10/1980      | 1.539               | 14.760                  |
| Rekord 1.7 | Furgonetta     | 17N    | 1698       | Carburatore Solex 35PDSI                                             | 60/4800        | 114/2600       | Manuale 4 marce | 1.170              | 143          | 21"5                | 12                 | 08/1977-10/1980      | 4.840               | 13.455                  |
| Rekord 1.8 | Berlina 4p     | 18N    | 1796       | Carburatore Pierburg 1B1                                             | 75/5400        | 135/3000       | Manuale 4 marce | 1.115              | 160          | 16"5                | 12                 | 11/1982-08/1986      | 6.179               | 18.560                  |
| Rekord 1.8 | Giardinetta 3p | 18N    | 1796       | Carburatore Pierburg 1B1                                             | 75/5400        | 135/3000       | Manuale 4 marce | 1.140              | 154          | 17"5                | 12,5               | 11/1982-08/1986      | 690                 | 18.820                  |
| Rekord 1.8 | Giardinetta 5p | 18N    | 1796       | Carburatore Pierburg 1B1                                             | 75/5400        | 135/3000       | Manuale 4 marce | 1.160              | 154          | 17"5                | 12,5               | 11/1982-08/1986      | 2.271               | 19.535                  |
| Rekord 1.8 | Furgonetta     | 18N    | 1796       | Carburatore Pierburg 1B1                                             | 75/5400        | 135/3000       | Manuale 4 marce | 1.160              | 154          | 17"5                | 12,5               | 11/1982-08/1986      | 93                  | 18.030                  |
| Rekord 1.8 S | Berlina 4p     | 18S    | 1796       | Carburatore GMF Varajet II                                           | 90/5400        | 143/3200       | Manuale 4 marce | 1.115              | 170          | 14"5                | 11,5               | 11/1982-08/1986      | 80.896              | 18.560                  |
| Rekord 1.8 S | Giardinetta 3p | 18S    | 1796       | Carburatore GMF Varajet II                                           | 90/5400        | 143/3200       | Manuale 4 marce | 1.140              | 165          | 15"                 | 12                 | 11/1982-08/1986      | 1.425               | 18.820                  |
| Rekord 1.8 S | Giardinetta 5p | 18S    | 1796       | Carburatore GMF Varajet II                                           | 90/5400        | 143/3200       | Manuale 4 marce | 1.160              | 165          | 15"                 | 12                 | 11/1982-08/1986      | 20.659              | 19.535                  |
| Rekord 1.8 S | Furgonetta     | 18S    | 1796       | Carburatore GMF Varajet II                                           | 90/5400        | 143/3200       | Manuale 4 marce | 1.160              | 165          | 15"                 | 12                 | 11/1982-08/1986      | 1.114               | 18.030                  |
| Rekord 1.8i Kat | Berlina 4p     | C18NV  | 1796       | Iniezione elettronica Bosch                                          | 100/5600       | 140/3000       | Manuale 4 marce | 1.120              | 177          | 13"5                | 12,5               | 09/1985-08/1986      | 6.780               | 23.660                  |
| Rekord 1.9 | Berlina 2p     | 19N    | 1897       | Carburatore Solex 35PDSI                                             | 75/4800        | 135/2800       | Manuale 4 marce | 1.145              | 155          | 16"                 | 11,5               | 08/1977-10/1982      | 39.548              | 13.640                  |
| Rekord 1.9 | Berlina 4p     | 19N    | 1897       | Carburatore Solex 35PDSI                                             | 75/4800        | 135/2800       | Manuale 4 marce | 1.145              | 155          | 16"                 | 11,5               | 08/1977-10/1982      | 77.259              | 14.205                  |
| Rekord 1.9 | Giardinetta 3p | 19N    | 1897       | Carburatore Solex 35PDSI                                             | 75/4800        | 135/2800       | Manuale 4 marce | 1.100              | 152          | 17"5                | 12                 | 08/1977-10/1982      | 11.441              | 14.195                  |
| Rekord 1.9 | Giardinetta 5p | 19N    | 1897       | Carburatore Solex 35PDSI                                             | 75/4800        | 135/2800       | Manuale 4 marce | 1.120              | 152          | 17"5                | 12                 | 08/1977-10/1982      | 21.106              | 14.760                  |
| Rekord 1.9 | Furgonetta     | 19N    | 1897       | Carburatore Solex 35PDSI                                             | 75/4800        | 135/2800       | Manuale 4 marce | 1.120              | 152          | 17"5                | 12                 | 08/1977-10/1982      | 2.106               | 13.455                  |
| Rekord 2.0 | Berlina 2p     | 20N    | 1979       | Carburatore GMF Varajet II                                           | 90/5200        | 145/3400       | Manuale 4 marce | 1.120              | 165          | 13"5                | 12                 | 08/1977-10/1982      | 26.703              | 14.112                  |
| Rekord 2.0 | Berlina 4p     | 20N    | 1979       | Carburatore GMF Varajet II                                           | 90/5200        | 145/3400       | Manuale 4 marce | 1.140              | 165          | 13"5                | 12                 | 08/1977-10/1982      | 81.336              | 14.677                  |
| Rekord 2.0 | Giardinetta 3p | 20N    | 1979       | Carburatore GMF Varajet II                                           | 90/5200        | 145/3400       | Manuale 4 marce | 1.170              | 165          | 15"                 | 12,5               | 08/1977-10/1982      | 6.446               | 14.677                  |
| Rekord 2.0 | Giardinetta 5p | 20N    | 1979       | Carburatore GMF Varajet II                                           | 90/5200        | 145/3400       | Manuale 4 marce | 1.170              | 165          | 15"                 | 12,5               | 08/1977-10/1982      | 20.505              | 15.232                  |
| Rekord 2.0 | Furgonetta     | 20N    | 1979       | Carburatore GMF Varajet II                                           | 90/5200        | 145/3400       | Manuale 4 marce | 1.170              | 165          | 15"                 | 12,5               | 08/1977-10/1982      | 1.278               | 13.927                  |
| Rekord 2.0 S | Berlina 2p     | 20S    | 1979       | Carburatore Zenith 35/40 INAT (dal 1978 GMF Varajet II)              | 100/5200       | 168/3600       | Manuale 4 marce | 1.150              | 174          | 12"5                | 12                 | 08/1977-10/1982      | 49.808              | 14.248                  |
| Rekord 2.0 S | Berlina 4p     | 20S    | 1979       | Carburatore Zenith 35/40 INAT (dal 1978 GMF Varajet II)              | 100/5200       | 168/3600       | Manuale 4 marce | 1.170              | 174          | 12"5                | 12                 | 08/1977-10/1982      | 295.961             | 14.813                  |
| Rekord 2.0 S | Berlina 4p     | 20S    | 1979       | Carburatore Zenith 35/40 INAT (dal 1978 GMF Varajet II)              | 100/5200       | 159/3800       | Manuale 4 marce | 1.155              | 181          | 12"5                | 12                 | 11/1982-08/1986      | 111.554             | 18.928                  |
| Rekord 2.0 S | Giardinetta 3p | 20S    | 1979       | Carburatore Zenith 35/40 INAT (dal 1978 GMF Varajet II)              | 100/5200       | 168/3600       | Manuale 4 marce | 1.200              | 170          | 13"5                | 12,5               | 08/1977-10/1982      | 5.026               | 14.803                  |
| Rekord 2.0 S | Giardinetta 3p | 20S    | 1979       | Carburatore Zenith 35/40 INAT (dal 1978 GMF Varajet II)              | 100/5200       | 159/3800       | Manuale 4 marce | 1.160              | 175          | 13"5                | 12,5               | 11/1982-08/1986      | 1.509               | 19.070                  |
| Rekord 2.0 S | Giardinetta 5p | 20S    | 1979       | Carburatore Zenith 35/40 INAT (dal 1978 GMF Varajet II)              | 100/5200       | 168/3600       | Manuale 4 marce | 1.220              | 170          | 13"5                | 12,5               | 08/1977-10/1982      | 62.589              | 15.368                  |
| Rekord 2.0 S | Giardinetta 5p | 20S    | 1979       | Carburatore Zenith 35/40 INAT (dal 1978 GMF Varajet II)              | 100/5200       | 159/3800       | Manuale 4 marce | 1.160              | 175          | 13"5                | 12,5               | 11/1982-08/1986      | 29.397              | 19.785                  |
| Rekord 2.0 S | Furgonetta     | 20S    | 1979       | Carburatore Zenith 35/40 INAT (dal 1978 GMF Varajet II)              | 100/5200       | 168/3600       | Manuale 4 marce | 1.220              | 170          | 13"5                | 12,5               | 08/1977-10/1982      | 1.068               | 14.063                  |
| Rekord 2.0 S | Furgonetta     | 20S    | 1979       | Carburatore Zenith 35/40 INAT (dal 1978 GMF Varajet II)              | 100/5200       | 159/3800       | Manuale 4 marce | 1.160              | 175          | 13"5                | 12,5               | 11/1982-08/1986      | 915                 | 18.280                  |
| Rekord 2.0 E | Berlina 2p     | 20E    | 1979       | Iniezione elettronica Bosch L-Jetronic (dal 1981, Bosch LE–Jetronic) | 110/5400       | 162/3000       | Manuale 4 marce | 1.160              | 180          | 11"5                | 12                 | 08/1977-10/1982      | 5.859               | 15.708                  |
| Rekord 2.0 E | Berlina 4p     | 20E    | 1979       | Iniezione elettronica Bosch L-Jetronic (dal 1981, Bosch LE–Jetronic) | 110/5400       | 162/3000       | Manuale 4 marce | 1.180              | 180          | 11"5                | 12                 | 08/1977-10/1982      | 75.927              | 16.273                  |
| Rekord 2.0 E | Berlina 4p     | 20E    | 1979       | Iniezione elettronica Bosch L-Jetronic (dal 1981, Bosch LE–Jetronic) | 110/5400       | 165/3000       | Manuale 4 marce | 1.145              | 187          | 12"                 | 12                 | 11/1982-08/1986      | 74.735              | 19.928                  |
| Rekord 2.0 E | Giardinetta 3p | 20E    | 1979       | Iniezione elettronica Bosch L-Jetronic (dal 1981, Bosch LE–Jetronic) | 110/5400       | 162/3000       | Manuale 4 marce | 1.210              | 176          | 13"                 | 12,5               | 08/1977-10/1982      | 577                 | 16.263                  |
| Rekord 2.0 E | Giardinetta 3p | 20E    | 1979       | Iniezione elettronica Bosch L-Jetronic (dal 1981, Bosch LE–Jetronic) | 110/5400       | 165/3000       | Manuale 4 marce | 1.170              | 181          | 13"                 | 12,5               | 11/1982-08/1986      | 334                 | 20.188                  |
| Rekord 2.0 E | Giardinetta 5p | 20E    | 1979       | Iniezione elettronica Bosch L-Jetronic (dal 1981, Bosch LE–Jetronic) | 110/5400       | 162/3000       | Manuale 4 marce | 1.230              | 176          | 13"                 | 12,5               | 08/1977-10/1982      | 11.502              | 16.828                  |
| Rekord 2.0 E | Giardinetta 5p | 20E    | 1979       | Iniezione elettronica Bosch L-Jetronic (dal 1981, Bosch LE–Jetronic) | 110/5400       | 165/3000       | Manuale 4 marce | 1.190              | 181          | 13"                 | 12,5               | 11/1982-08/1986      | 13.322              | 20.903                  |
| Rekord 2.0 E | Furgonetta     | 20E    | 1979       | Iniezione elettronica Bosch L-Jetronic (dal 1981, Bosch LE–Jetronic) | 110/5400       | 162/3000       | Manuale 4 marce | 1.230              | 176          | 13"                 | 12,5               | 08/1977-10/1982      | 67                  | 15.523                  |
| Rekord 2.0 E | Furgonetta     | 20E    | 1979       | Iniezione elettronica Bosch L-Jetronic (dal 1981, Bosch LE–Jetronic) | 110/5400       | 165/3000       | Manuale 4 marce | 1.190              | 181          | 13"                 | 12,5               | 11/1982-08/1986      | 91                  | 19.398                  |
| Rekord 2.2i | Berlina 4p     | 22E    | 2197       | Iniezione elettronica Bosch LE-Jetronic                              | 115/4800       | 182/2800       | Manuale 4 marce | 1.180              | 193          | 11"                 | 12                 | 09/1984-08/1986      | 59.875              | 22.683                  |
| Rekord 2.2i | Giardinetta 3p | 22E    | 2197       | Iniezione elettronica Bosch LE-Jetronic                              | 115/4800       | 182/2800       | Manuale 4 marce | 1.205              | 187          | 12"                 | 12,5               | 09/1984-08/1986      | 223                 | 22.953                  |
| Rekord 2.2i | Giardinetta 5p | 22E    | 2197       | Iniezione elettronica Bosch LE-Jetronic                              | 115/4800       | 182/2800       | Manuale 4 marce | 1.225              | 187          | 12"                 | 12,5               | 09/1984-08/1986      | 12.874              | 23.803                  |
| Rekord 2.2i | Furgonetta     | 22E    | 2197       | Iniezione elettronica Bosch LE-Jetronic                              | 115/4800       | 182/2800       | Manuale 4 marce | 1.225              | 187          | 12"                 | 12,5               | 09/1984-08/1986      | 145                 | 22.103                  |
| Versioni a gasolio |                |        |            |                                                                      |                |                |                 |                    |              |                     |                    |                      |                     |                         |
| Rekord 2.0 D2 | Berlina 2p     | 20D    | 1998       | Iniezione indiretta con precamera                                    | 57/4400        | 117/ 2000-2200 | Manuale 4 marce | 1.255              | 137          | 22"7                | 8,1                | 08/1977-10/1982      | 160                 | - 2                     |
| Rekord 2.0 D2 | Berlina 4p     | 20D    | 1998       | Iniezione indiretta con precamera                                    | 57/4400        | 117/ 2000-2200 | Manuale 4 marce | 1.275              | 137          | 22"7                | 8,1                | 08/1977-10/1982      | 19.684              | - 2                     |
| Rekord 2.0 D2 | Giardinetta 3p | 20D    | 1998       | Iniezione indiretta con precamera                                    | 57/4400        | 117/ 2000-2200 | Manuale 4 marce | 1.290              | 135          | 26"7                | 8,7                | 08/1977-10/1982      | 154                 | - 2                     |
| Rekord 2.0 D2 | Giardinetta 5p | 20D    | 1998       | Iniezione indiretta con precamera                                    | 57/4400        | 117/ 2000-2200 | Manuale 4 marce | 1.310              | 135          | 26"7                | 8,7                | 08/1977-10/1982      | 2.733               | - 2                     |
| Rekord 2.0 D2 | Furgonetta     | 20D    | 1998       | Iniezione indiretta con precamera                                    | 57/4400        | 117/ 2000-2200 | Manuale 4 marce | 1.310              | 135          | 26"7                | 8,7                | 08/1977-10/1982      | 922                 | - 2                     |
| Rekord 2.1 D | Berlina 2p     | 21D    | 2068       | Iniezione indiretta con precamera                                    | 60/4000        | 120/2500       | Manuale 4 marce | 1.235              | 137          | 22"5                | 9,5                | 08/1977-08/1978      | 893                 | 16.575                  |
| Rekord 2.1 D | Berlina 4p     | 21D    | 2068       | Iniezione indiretta con precamera                                    | 60/4000        | 120/2500       | Manuale 4 marce | 1.255              | 137          | 22"5                | 9,5                | 08/1977-08/1978      | 12.991              | 17.140                  |
| Rekord 2.1 D | Giardinetta 3p | 21D    | 2068       | Iniezione indiretta con precamera                                    | 60/4000        | 120/2500       | Manuale 4 marce | 1.325              | 135          | 26"5                | 10                 | 08/1977-08/1978      | 444                 | 17.130                  |
| Rekord 2.1 D | Giardinetta 5p | 21D    | 2068       | Iniezione indiretta con precamera                                    | 60/4000        | 120/2500       | Manuale 4 marce | 1.350              | 135          | 26"5                | 10                 | 08/1977-08/1978      | 2.666               | 17.695                  |
| Rekord 2.1 D | Furgonetta     | 21D    | 2068       | Iniezione indiretta con precamera                                    | 60/4000        | 120/2500       | Manuale 4 marce | 1.350              | 135          | 26"5                | 10                 | 08/1977-08/1978      | 2.525               | 16.390                  |
| Rekord 2.3 D | Berlina 2p     | 23D    | 2260       | Iniezione indiretta con precamera                                    | 65/4200        | 127/2500       | Manuale 4 marce | 1.235              | 140          | 22"                 | 10                 | 09/1978-07/1983      | 1.879               | 17.543                  |
| Rekord 2.3 D | Berlina 4p     | 23D    | 2260       | Iniezione indiretta con precamera                                    | 65/4200        | 127/2500       | Manuale 4 marce | 1.255              | 140          | 22"                 | 10                 | 09/1978-07/1983      | 69.528              | 18.133                  |
| Rekord 2.3 D | Berlina 4p     | 23D    | 2260       | Iniezione indiretta con precamera                                    | 71/4400        | 135/2400       | Manuale 4 marce | 1.270              | 160          | 20"                 | 10                 | 08/1983-05/1984      | 27.170              | 21.360                  |
| Rekord 2.3 D | Giardinetta 3p | 23D    | 2260       | Iniezione indiretta con precamera                                    | 65/4200        | 127/2500       | Manuale 4 marce | 1.325              | 137          | 25"                 | 10,5               | 09/1978-07/1983      | 1.561               | 18.123                  |
| Rekord 2.3 D | Giardinetta 3p | 23D    | 2260       | Iniezione indiretta con precamera                                    | 71/4400        | 135/2400       | Manuale 4 marce | 1.275              | 148          | 25"                 | 10,5               | 08/1983-05/1984      | 891                 | 21.663                  |
| Rekord 2.3 D | Giardinetta 5p | 23D    | 2260       | Iniezione indiretta con precamera                                    | 65/4200        | 127/2500       | Manuale 4 marce | 1.350              | 137          | 25"                 | 10,5               | 09/1978-07/1983      | 18.209              | 18.713                  |
| Rekord 2.3 D | Giardinetta 5p | 23D    | 2260       | Iniezione indiretta con precamera                                    | 71/4400        | 135/2400       | Manuale 4 marce | 1.290              | 148          | 25"                 | 10,5               | 08/1983-05/1984      | 10.810              | 22.409                  |
| Rekord 2.3 D | Furgonetta     | 23D    | 2260       | Iniezione indiretta con precamera                                    | 65/4200        | 127/2500       | Manuale 4 marce | 1.350              | 137          | 25"                 | 10,5               | 09/1978-07/1983      | 17.671              | 17.348                  |
| Rekord 2.3 D | Furgonetta     | 23D    | 2260       | Iniezione indiretta con precamera                                    | 71/4400        | 135/2400       | Manuale 4 marce | 1.290              | 148          | 25"                 | 10,5               | 08/1983-05/1984      | 6.453               | 20.845                  |
| Rekord 2.3 TurboD | Berlina 4p     | 23DT   | 2260       | Iniezione diretta con precamera, turbocompressore KKK                | 86/4200        | 189/2200       | Manuale 5 marce | 1.280              | 170          | 15"                 | 9,5                | 05/1984-08/1986      | 8.760               | 25.746                  |
| Rekord 2.3 TurboD | Giardinetta 3p | 23DT   | 2260       | Iniezione diretta con precamera, turbocompressore KKK                | 86/4200        | 189/2200       | Manuale 5 marce | 1.305              | 165          | 16"                 | 10                 | 05/1984-08/1986      | 223                 | 26.016                  |
| Rekord 2.3 TurboD | Giardinetta 5p | 23DT   | 2260       | Iniezione diretta con precamera, turbocompressore KKK                | 86/4200        | 189/2200       | Manuale 5 marce | 1325               | 165          | 16"                 | 10                 | 05/1984-08/1986      | 12.874              | 26.866                  |
| Rekord 2.3 TurboD | Furgonetta     | 23DT   | 2260       | Iniezione diretta con precamera, turbocompressore KKK                | 86/4200        | 189/2200       | Manuale 5 marce | 1325               | 165          | 16"                 | 10                 | 05/1984-08/1986      | 145                 | 25.166                  |
| Note: 1Il totale degli esemplari complessivi riepilogati in questa tabella è di 1.454.167 e non di 1.454.257 come dichiarato nel riquadro in apertura: questo perché della E2 non sono stati contati 90 esemplari prodotti con motori 1.7 a benzina e 2.0 diesel, ma mai inseriti nella gamma ufficiale 2Solo per il mercato italiano |                |        |            |                                                                      |                |                |                 |                    |              |                     |                    |                      |                     |                         |

## LaRekord Enel mondo

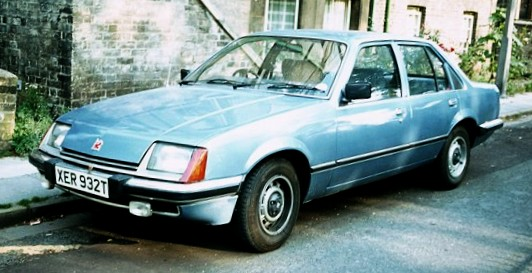
Una delle prime Vauxhall Carlton con frontale ridisegnato: le versioni post-restyling acquisiranno il frontale delle Rekord E2

Fra le Rekord destinate ad altri mercati va sicuramente ricordata la Carlton, lanciata nel 1978 e caratterizzata da un frontale assai liscio ed affilato, quasi privo del tutto di calandra. Equipaggiata con il già noto 2 litri a benzina da 100 CV, nel passaggio fra la versione pre-restyling e quella post-restyling, essa riceverà il frontale della Rekord E2 commercializzata nell'Europa continentale. In Corea del Sud, fu attiva in quel periodo una joint-venture fra General Motors e Shinjin (un costruttore locale oggigiorno non più attivo) diede luogo alla Saehan, un marchio con cui la Rekord E venne commercializzata dal 1978 anche in Sudcorea, sempre con Rekord come denominazione. Oltre al 2 litri da 100 CV, che comunque arriverà solo nel 1980, vennero impiegati anche il vecchio 1.5 da 60 CV già utilizzato nella Rekord C e il 1.9 da 85 CV. La Saehan Rekord fu prodotta fino al 1990, ma la sua storia non finì qui: tra il 1993 ed il 1999 essa venne prodotta anche con marchio Daewoo e con le denominazioni di Prince o Brougham. Disponibile anche un'unità a gasolio da 2 litri e 58 CV. In Sudafrica, la Rekord venne venduta con marchio Chevrolet ed assemblata nello stabilimento GM di Port Elizabeth.